# Eiskunstlauf-Europameisterschaft 1899
Die 7. Eiskunstlauf-Europameisterschaft fand am 14. Januar 1899 in Davos statt.

## Ergebnis

### Herren
| Platz | Sportler       | Land            |
| ----- | -------------- | --------------- |
| 1     | Ulrich Salchow | Schweden        |
| 2     | Gustav Hügel   | Österreich      |
| 3     | Ernst Fellner  | Österreich      |
| 4     | Martin Gordan  | Deutsches Reich |

Punktrichter:
- K. Collin  Schweden
- F. von Groote  Schweiz
- J. Günther  Schweiz
- J. H. Nation  Vereinigtes Königreich
- F. Stahel  Schweiz

## Quelle
- European figure skating championships 1891–1899. Skatabase, archiviert vom Original am 4. Dezember 2008; abgerufen am 18. Mai 2018 (englisch).